# Powracająca fala
Powracająca fala – jedno z bardziej rozbudowanych opowiadań w spuściźnie Bolesława Prusa, powstałe w roku 1880.

## Czas i miejsce akcji
Opowiadanie dotyczy wydarzeń współczesnych autorowi, związanych z rozwojem przemysłu włókienniczego w Królestwie Kongresowym przy udziale kapitału zagranicznego, głównie niemieckiego. Miejsce akcji nie zostało dokładnie określone, ale można śmiało przypuszczać, że są to okolice Łodzi, gdzie rozwijała się ta gałąź przemysłu.

## Kompozycja
Z powodu niemałych rozmiarów utworu można w nim wyróżnić kilka znaczących wątków, które ściśle się łącząc zapewniają liczne zwroty akcji i prowadzą do wyrazistego zakończenia, nadającego kompozycji charakter zamknięty.

## Opis fabuły
Pastor Marcin Bőhme oraz Gotlieb Adler byli przyjaciółmi z lat dzieciństwa spędzonych w Brandenburgii. Po ukończeniu przyfabrycznej szkoły ich drogi się rozeszły tak, że późniejszy wielebny studiował, a Adler został robotnikiem. Mniej inteligentny, acz silniejszy fizycznie Gotlieb, wykazywał duże skłonności do pijatyk i nic nie wskazywało na to, że może stać się majętnym i poważanym człowiekiem. Niespodziewanie zarobione pieniądze (nagroda w wysokości 300 talarów za uratowanie ludzi z pożaru w fabryce) przemieniły go w skąpca, który nader wszystko pragnął posiadać majątek. W wieku około 40 lat przeniósł się do Polski, gdzie założył fabrykę i zaczął zbijać fortunę z myślą o jedynym, samotnie wychowanym synu, Ferdynandzie. Wtedy też ponownie spotkał się z pastorem i od tej chwili panowie pozostawali nierozłączni. Pierworodny fabrykanta odziedziczył po nim główne cechy osobowości, takie jak pycha, egoizm i zawężone horyzonty. Ojciec dobrodusznie pragnął, aby syn użył życia za niego, gdyż sam pędząc za pieniądzem nie pozwalał sobie na przyjemności. Marzył o zbiciu milionowej fortuny, sprzedaży dobrze prosperującej fabryki i wyjeździe z Ferdynandem za granicę, gdzie mógłby wreszcie odetchnąć. Młody Adler przebywając za granicą trwonił pieniądze ojca, ostatecznie zadłużając się na około 58 tysięcy rubli przy rocznym „kieszonkowym” w wysokości 10 tysięcy. Zdenerwowany fabrykant z żalem zapłacił długi i nakazał natychmiastowy powrót syna do domu, choć wciąż akceptował jego tryb życia.
Nadprogramowy wydatek odbił się na sytuacji w fabryce. Był to początek wielkich oszczędności, które jawiły się zmniejszeniem niewysokich już pensji, zaostrzeniem rygoru, zwolnieniem lekarza, a nawet felczera. Wyróżniającą się na tle robotników postacią był majster ślusarski i kowalski Kazimierz Gosławski. Wykształcony, pomysłowy, zdolny i pokorny stanowił podporę fabryki. Chcąc spełnić marzenie o własnym warsztacie spędzał w fabryce długie godziny. Pewnej nocy, na moment stracił czujność i włożył rękę w tokarkę. Jego kończyna została urwana, co w połączeniu z brakiem jakiejkolwiek pomocy lekarskiej i obojętnością szefostwa, musiało niechybnie doprowadzić do śmierci.
Wypadek wzburzył opinię publiczną przeciw rodzinie Adlerów. Starszy starał się nawet wykorzystać sytuację karząc jakiekolwiek przejawy buntu. Młodszy w wyniku nagonek prasowych, częstych docinek i stanowczych reakcji rodziców jego przyjaciół, utracił wiele znajomości i starał się pokazać małomiasteczkowej społeczności swoją pozycję. Podczas jarmarku wykupił w gospodzie wszystkie obiady, zapraszając  każdego chętnego. Niespodziewanie zjawił się tam sędzia gminny, Zapora – mądry, prawy i doświadczony ziemianin, otwarcie sprzeciwiający się polityce Adlerów. Doszło do słownej przepychanki między Zaporą i Ferdynandem, w wyniku której sędzia został wyzwany na pojedynek. Bez wiedzy ojca Ferdynand przystąpił do pojedynku. Ciężko ranny został przewieziony do domu, gdzie zmarł. Gotlieb oszalał z rozpaczy, zwyzywał każdego, na kogo się natknął, włączając w to pocieszającego go pastora. Ostatecznie podpalił fabrykę i zginął w płomieniach lub pod stertami gruzu.

## Problematyka i znaczenie tytułu
Opowiadanie traktuje o problemie kapitalistycznego wyzysku na ziemiach polskich. Był to doskonały teren do ulokowania kapitału, ponieważ obfitował w tanią siłę roboczą, podatną na wyzysk, co z kolei było spowodowane brakiem wykształcenia oraz alternatywnych źródeł zarobku.
Tytułowa powracająca fala odnosi się do spirali zła, która raz zapoczątkowana dotyka każdego i niechybnie prowadzi do zguby. W temacie utworu można by się też doszukiwać odwołania do motywu zbrodni i kary, choć Prus nie wykazuje większej wiary w możliwość istnienia sprawiedliwości na świecie.